# 拉氏真卷螺
拉氏真卷螺（学名：Tengchiena rathouisii）为中国的特有物种。舊屬拟阿勇蛞蝓科真卷螺属，今屬真蛞蝓科的Tengchiena屬。

## 分佈
分布于安徽、江苏、上海、江西等地，生活环境为陆地，常栖息于阴暗潮湿多腐殖质的草丛中、落叶石块下以及农田住宅公园附近。

## 外部連結
- 維基物種上的相關：拉氏真卷螺